# Wielka Brytania na Halowych Mistrzostwach Świata w Lekkoatletyce 2010
Reprezentacja Wielkiej Brytanii na halowe mistrzostwa świata 2010 liczyła 35 zawodników.
Początkowo w składzie znajdował się także obrońca mistrzowskiego tytułu – trójskoczek Phillips Idowu, ostatecznie jednak postanowił nie wystąpić na tych mistrzostwach, gdyż uznał, że z powodów rodzinnych nie przygotował się należycie do zawodów.

## Mężczyźni
- Bieg na 60 m
  - Dwain Chambers
  - Harry Aikines-Aryeetey

- Bieg na 400 m
  - Richard Buck
  - Dale Garland

- Bieg na 800 m
  - Andrew Osagie
  - Ed Aston

- Bieg na 1500 m
  - Tim Bayley

- Bieg na 3000 m
  - Scott Overall

- Skok wzwyż
  - Samson Oni
  - Tom Parsons

- Skok o tyczce
  - Steve Lewis

- Skok w dal
  - Greg Rutherford
  - Chris Tomlinson

- Pchnięcie kulą
  - Carl Myerscough

- Sztafeta 4 x 400 m
  - Richard Buck, Dale Garland, Chris Clarke, Nigel Levine, Conrad Williams, Luke Lennon-Ford

## Kobiety
- Bieg na 60 m
  - Joice Maduaka

- Bieg na 800 m
  - Jennifer Meadows
  - Vicky Griffiths

- Bieg na 1500 m
  - Helen Clitheroe
  - Charlotte Best

- Bieg na 3000 m
  - Gemma Turtle
  - Barbara Parker

- Bieg na 60 m przez płotki
  - Gemma Bennett

- Skok wzwyż
  - Vikki Hubbard

- Skok o tyczce
  - Kate Dennison

- Pięciobój
  - Jessica Ennis

- Sztafeta 4 x 400 m
  - Victoria Barr, Hayley Jones, Dawn Hunt, Lee McConnell, Perri Shakes-Drayton, Kim Wall